# Pablo Xochiquentzin
Pablo Xochiquentzin (... – 1536) fu un re degli Aztechi, uno dei regnanti fantoccio sotto il governo spagnolo.

## Biografia
Come il predecessore, Andrés de Tapia Motelchiuh, non apparteneva al ceto superiore, e per questo non fu nominato tlatoani ma semplicemente cuauhtlato (capitano aquila). Nonostante questo viene considerato successore dei tlatoque, o regnanti.
Xochiquetzin conosceva Martin Ocelotl, un importante azteco coinvolto in una famosa persecuzione condotta dalla neonata inquisizione del Messico. Ocelotl era l'obbiettivo principale del vescovo Juan de Zumárraga, ma fu risparmiato fino alla morte di Xochiquetzin.
Xochiquetzin morì nel 1536 dopo un regno durato cinque anni. Dopo la sua morte gli spagnoli aumentarono gli sforzi per combattere paganesimo ed influenza delle classi nobili dei nativi. Dopo lui non ci furono altri tlatoque a Tenochtitlán. Il suo successore, Diego de Alvarado Huanitzin, viene considerato un "governatore".